# 국방부군사편찬연구소
국방부군사편찬연구소(國防部軍史編纂硏究所)는 국방사·군사사 및 전쟁사의 연구·편찬, 군사작전 사료의 조사·연구, 각종 군사관련 자료의 수집·보존 및 관리 등의 업무를 수행하기 위하여 2000년 9월 1일 창설된 대한민국 국방부 직할기관이다. 서울특별시 용산구 이태원로 29(용산동1가 8번지, 전쟁기념관 4층)에 위치하고 있다. 간행물인 《군사(軍史)》를 3개월마다 1권씩 발행하고 있다.

## 연혁
- 1950년 7월: 대전에서 국방부 전사계 발족
- 1950년 10월: 국방부 정훈국 전사편찬회 설치
- 1951년 1월 15일: 국방부 정훈국 예하 정식 기구로 개편
- 1953년 8월 5일: 국방부 정훈국 전사과로 통폐합
- 1955년 2월 25일: 국방부 정훈국 일반교육과 편찬계로 흡수
- 1964년 2월 28일: 전사편찬위원회 발족
- 1964년 8월 7일: 국방부 정식 기구로 설치
- 1991년 12월 31일: 전사편찬위원회 해체
- 1992년 1월 1일: 전쟁기념사업회 부설 국방군사연구소 창설
- 1998년 12월: 정부 구조조정, 조직/인력 최소화
- 1999년 1월 1일: 한국국방연구원 부설기관으로 예속전환 및 개편
- 2000년 8월 21일 : 국방군사연구소 해체
- 2000년 9월 1일: 국방부 직할 군사편찬연구소 창설

## 조직
- 기획조정실
- 문헌정보실
- 국방사부
- 전쟁사부
- 군사사부
- 조사연구부

## 임무 및 기능
- 임무 
  - 국방사,군사사,전쟁사의 연구 및 편찬
  - 군사작전사료의 조사연구
  - 군사관련자료 수집, 보존, 관리
- 기능 
  - 국방사 및 국방부사 편찬
  - 전쟁사, 전투사의 연구 및 편찬
  - 군사사 자료의 연구 및 편찬
  - 민군사건에 대한 사료조사, 연구
  - 군사작전 사료의 조사, 수집, 보존 및 관리
  - 국방부 장관이 부여하는 과제 수행
  - 국방부 정책수립에 필요한 과제 연구
  - 관련기관, 단체와 자료, 정보교환 및 공동연구

## 소관 법률
- 국방부군사편찬연구소령